# ナイト・エンジェル
『ナイト・エンジェル』（Night Angel）は、松山千春が1985年6月25日にリリースした19枚目のシングルである。

## 解説
NEWSレコードからALFAレコードへの移籍後初のシングルであった。NEWSレーベルとして1987年まで表記された。

## 収録曲
| 全作詞・作曲: 松山千春。 |                        |           |            |          |      |
| #                        | タイトル               | 作詞      | 作曲・編曲 | 編曲     | 時間 |
| 1.                       | 「ナイト・エンジェル」 | 松山千春  | 松山千春   | 林政宏   | 3:45 |
| 2.                       | 「情熱」               | 松山千春  | 松山千春   | 瀬尾一三 | 5:41 |
| 合計時間:                | 合計時間:              | 合計時間: | 9:26       |          |      |